# Katharina Rensch

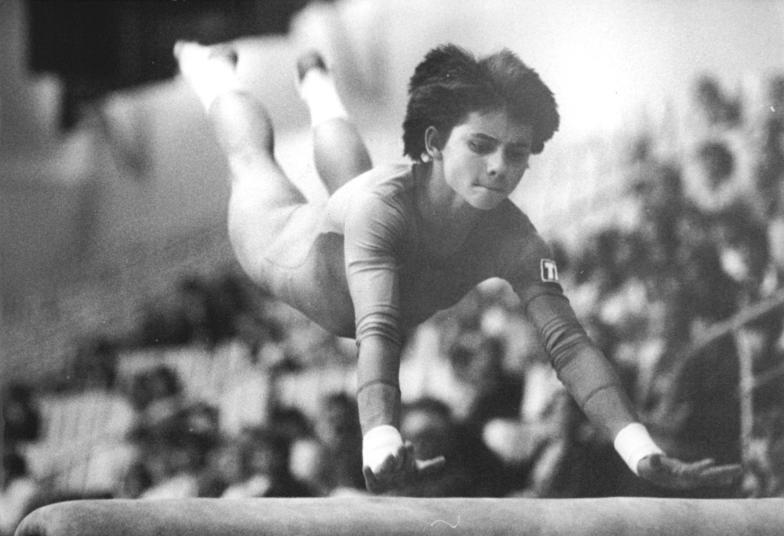
Katharina Rensch gewinnt bei der DDR-Meisterschaft 1980 im Pferdsprung

Katharina Rensch (* 7. Oktober 1964 in Berlin, nach Heirat Katharina Schirmer) ist eine ehemalige deutsche Gerätturnerin. Ihr Heimatverein war der TSC Berlin.
Bei der Turneuropameisterschaft 1979 in Kopenhagen belegte Rensch den neunten Platz im Mehrkampf und den vierten Platz am Boden. Kurz darauf gewann sie bei den Turn-Weltmeisterschaften 1979 in Fort Worth die Bronzemedaille mit der Mannschaft der Deutschen Demokratischen Republik (DDR) zusammen mit Maxi Gnauck, Steffi Kräker, Regina Grabolle, Silvia Hindorff und Karola Sube. Bei den Olympischen Spielen 1980 in Moskau trat die DDR-Riege fast in der gleichen Besetzung an, lediglich Birgit Süß ersetzte die verletzte Regina Grabolle. Die Mannschaft gewann erneut Bronze, in der Einzelwertung belegte Rensch alz zweitbeste Turnerin der DDR den neunten Platz. Als Sechste der Qualifikation im Pferdsprung hätte sie auch am Gerätefinale teilnehmen können, es waren aber nur zwei Starterinnen pro Mannschaft zugelassen und sowohl Maxi Gnauck als auch Steffi Kräker lagen vor Rensch. Katharina Rensch, die 1980 DDR-Meisterin am Boden und im Pferdsprung geworden war, kämpfte in den nächsten Jahren meist mit Verletzungen. 1983 trat sie noch einmal bei der DDR-Meisterschaft an, konnte sich aber nicht für die Weltmeisterschaftsriege qualifizieren.
Nachdem sie 1984 ihre Karriere beendet hatte, arbeitete sie als Unterstufenlehrerin. Später wechselte sie als Assistentin in das Immobilienbüro ihres Gatten. Daneben trainiert sie Jugendliche beim Berliner TSC.